# 四川美术出版社
四川美术出版社成立于1984年，隶属于四川新华出版发行集团有限公司、新华文轩出版传媒股份有限公司，主要出版艺术画册、卡通动漫、艺术理论、连环画、书法字帖、艺术设计、艺术教育、民族艺术、民间工艺等图书品种，出版社代号为5410。